# Epithema
Epithema é um género botânico pertencente à família Gesneriaceae.

## Sinonímia
Aikinia

## Espécies
Composto por 28 espécies:
Epithema benthami Epithema brunonis Epithema calcicola
Epithema carnosum Epithema ceylanicum Epithema dentatum
Epithema difforme Epithema dolichopodum Epithema graniticola
Epithema horsfieldii Epithema involucratum Epithema longipetiolatum
Epithema longitubum Epithema madulidii Epithema membranacea
Epithema parvibracteatum Epithema rennellense Epithema roxburghii
Epithema sarawakense Epithema saxatile Epithema steenisii
Epithema strigosum Epithema taiwanense Epithema tenerum
Epithema tenue Epithema thomense Epithema triandrum
Epithema violaceum Epithema zeylanicum